# Paula Lima
Paula Lima (São Paulo, 10 de octubre de 1970) es una cantante y compositora brasileña. Fue jurado en las temporadas 3 y 4 del programa de televisión Idolos, la versión brasileña de American Idol.
Algunos de los nombres destacados de la escena brasileña con los que compartió escenario fueron los de Jorge Benjor, Milton Nascimento, Nando Reis, Arlindo Cruz, Zeca Pagodinho y Rita Lee, entre otros.
Además de actuar en la versión brasileña del musical "Cats", también participó de las bandas sonoras de la película "Amores impossíveis" y de la telenovela "Mujeres apasionadas", emitida por la Rede Globo.
Ella misma reconoce variadas influencias en su estilo, basado en una confluencia del samba tradicional brasileño, jazz, funk y soul:

Las influencias son muchas, para citar algunas puedo hablar de Jorge Ben, Martinho da Vila, Tim Maia, Ella Fitzgerald y Quincy Jones. Me gusta la diversidad artística y musical. Soy una mezcla del samba de raiz con influencias de jazz, soul, funk, hip hop y balanço.
Paula Lima, entrevista en O Norte Online

## Historia
Paula Lima asegura que ya quería ser cantante desde los seis años, cuando hacía funciones para su familia. Entre los siete y los diecisiete años estudió piano clásico.
Comenzó su carrera musical en 1992, integrando la banda Unidade Móvel (que más tarde cambiaría su nombre a Unidade Bop). En 1995 participó en coros en el álbum 23, de Jorge Ben Jor, y dos años después se unió a la agrupación de música soul Zomba, con la que grabó un disco de manera independiente.
En 1998 se unió a la banda Funk Como Le Gusta, con la que grabó un disco antes de lanzar su carrera como solista a principios de 2000.

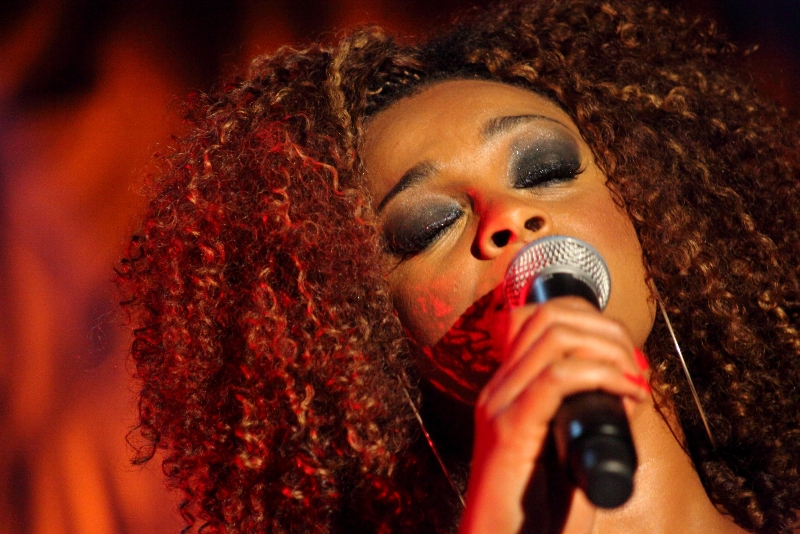
En vivo, en 2010.

Su primer álbum en solitario se llamó É isso aí y fue nominada para el Prêmio Multishow como revelación. Luego llegaría Paula Lima, con la canción "Gafieira S/A" como primer corte de difusión y una versión de "Serenata a la luz de la luna", de Glenn Miller, llamada "Serenata ao luar". En este disco compartió la autoría de los temas com artistas como Seu Jorge, Bernardo Vilhena y Ed Motta. El álbum fue lanzado en Europa y Japón con el nombre Diva Paulista.
Su tercer álbum solista fue Sinceramente, producido por ella misma junto a Luís Paulo Serafim y Walmir Borges. Las canciones del disco fueron escritas especialmente para Paula Lima por Seu Jorge, Ana Carolina, Zélia Duncan, Mart'nália, Arlindo Cruz y Leci Brandão, entre otros.

En este tercer disco busqué mi esencia, quién era yo, cuáles eran mis proyectos de vida y de carrera. Yendo a mis raíces y mi esencia, volví al samba. En realidad yo nací escuchando samba, crecí oyendo samba y ya en mi primer disco hay samba, (aunque) no de una manera tan latente como en este tercero. Ahora quise mostrar más mi "brasilidad".
Paula Lima, entrevista en ObaOba

En 2008, editó su primer DVD, Sambachic, grabado en vivo y lanzado junto al CD que lleva el mismo nombre.
También se subió al escenario para actuar, aunque sin dejar de lado la música: fue parte de la gira por São Paulo y Río de Janeiro de la adaptación brasileña de la obra teatral "Cats", en la que interpretó a Grizabella.
En 2011 lanzó Outro esquema, donde reunió éxitos ya editados en discos anteriores, canciones inéditas y versiones remixadas de algunas de sus canciones.

## Discografía

### con Unidade Bop

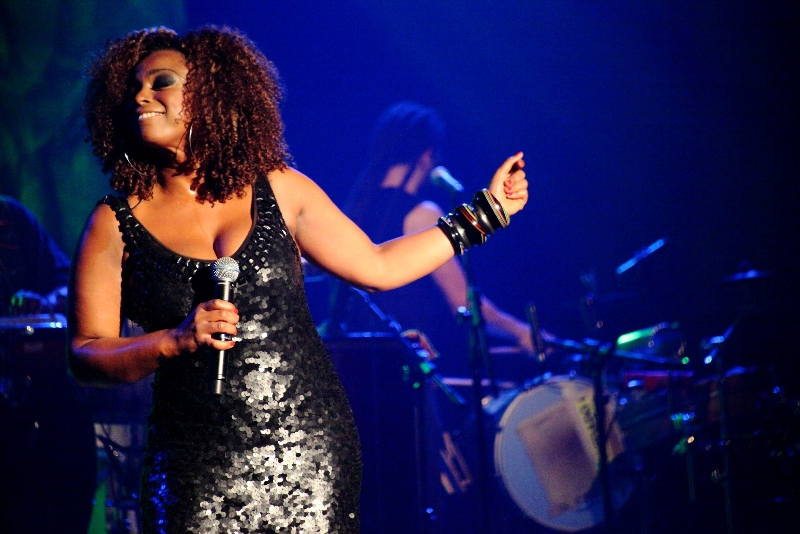
En el teatro paulista Sesi, en 2010.

- 1994: Quebrando o Gelo do Clube

### con Zomba
- 1997: Zomba

### con Funk Como Le Gusta
- 1999: Roda de Funk

### como solista
- 2001: É isso aí (Regata Music)
- 2003: Paula Lima (Universal Music)
- 2006: Sinceramente (Indie Records)
- 2008: Sambachic (WEA)
- 2011: Outro esquema (Microservice)